# Sırtköy, İdil
Sırtköy là một thị trấn thuộc huyện İdil, tỉnh Şırnak, Thổ Nhĩ Kỳ. Dân số thời điểm năm 2011 là 2.052 người.